# Domenico Mona
Domenico Mona detto anche Moni, Monna o Monio (Ferrara, 1550 – Parma, 1602) è stato un pittore italiano tra i principali esponenti del manierismo a Ferrara.

## Biografia

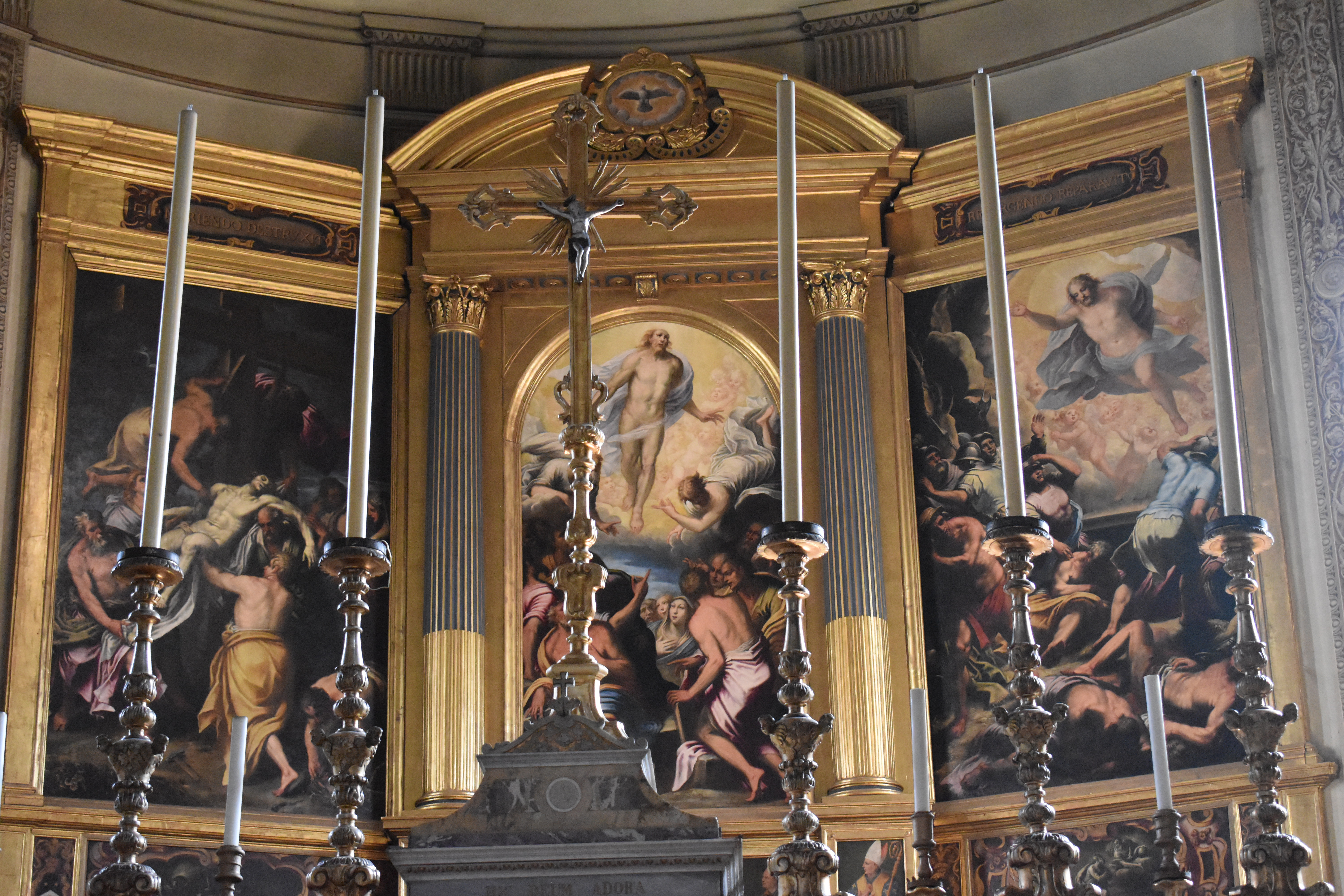
Trittico dell'Ascensione, chiesa di San Francesco, Ferrara

Il suo biografo Cesare Cittadella (1782) descrive una tempestosa virilità precoce, in cui Mona, nato da una famiglia prestigiosa, scelse di diventare monaco di clausura alla Certosa di Ferrara. Ma il desiderio di un maggiore coinvolgimento nel mondo e una storia d'amore causarono la sua partenza dal monastero. Inizialmente pensava di studiare filosofia, medicina o legge. Alla fine entrò nello studio del suo padrino, il pittore Giuseppe Mazzuoli. Il suo lavoro a Ferrara fu prolifico. Dipinse tre grandi pale d'altare il cosiddetto Trittico dell'Ascensione per la chiesa di San Francesco. Molte sue opere si trovano nella Chiesa di Santa Maria in Vado. Dipinse per molte altre chiese di Ferrara, tuttavia, il suo temperamento lo indusse ad attaccare un legato pontificio in visita, e dovette fuggire a Bologna, poi a Modena e Parma, per motivi di sicurezza.
Tra i suoi discepoli vi furono Giacomo Bambini e Giulio Cromer.